# Commune fusionnée de Rüdesheim
La commune fusionnée de Rüdesheim est une municipalité allemande située dans le land de Rhénanie-Palatinat et l'Arrondissement de Bad Kreuznach.